# Хибины (Мурманская область)
Хиби́ны — железнодорожная станция (тип населённого пункта) в Мурманской области. Входит в состав муниципального округа город Апатиты.

## География
Станция Хибины находится в 9 км от города Апатиты. Расположена на Белой губе озера Имандра, вблизи устья реки Малая Белая.

## Транспорт
В Хибинах действует пассажирская платформа Мурманского отделения Октябрьской железной дороги. Делает остановку часть поездов дальнего следования. По пятницам и воскресеньям делает остановку электричка маршрутом Апатиты—Мурманск.
Летом до станции курсирует автобус № 156 из Апатитов, от проспекта Сидоренко.

## Население
| 1926 | 1938 | 2002 | 2010 |
| ---- | ---- | ---- | ---- |
| 205  | ↘201 | ↘10  | ↘0   |